# Diócesis de Sault Sainte Marie
La diócesis de Sault Sainte Marie (en latín: Dioecesis Sanctae Mariae Ormen(sis) y en inglés: Roman Catholic Diocese of Sault Sainte Marie, Ontario) es una circunscripción eclesiástica latina de la Iglesia católica en Canadá, sufragánea de la arquidiócesis de Kingston en Canadá. La diócesis tiene al obispo Thomas Dowd como su ordinario desde el 22 de octubre de 2020.

## Territorio y organización
La diócesis tiene 265 000 km² y extiende su jurisdicción sobre los fieles católicos de rito latino residentes en parte de la provincia de Ontario en los distritos de Sudbury y de Algoma, la parte del distrito de Nipissing que limita al norte y al oeste con el lago Nipissing; y la isla Manitoulin en el lago Hurón.
La sede de la diócesis se encuentra en la ciudad de Sault Sainte Marie, en donde se halla la Catedral de la Preciosa Sangre. En North Bay se encuentra la Procatedral de la Asunción.
En 2020 en la diócesis existían 91 parroquias.

## Historia
La diócesis fue erigida el 16 de septiembre de 1904 con el breve In sublimi del papa Pío X, obteniendo el territorio de la diócesis de Peterborough.
El 29 de abril de 1952 cedió una parte de su territorio para la erección de la diócesis de Fort William (hoy diócesis de Thunder Bay) mediante la bula Cotidiano prope del papa Pío XII.
El 18 de marzo de 2017 cedió los pueblos de Pie Mobert y Manitouwage a la diócesis de Thunder Bay mediante el decreto Quo aptius de la Congregación para los Obispos.
La residencia de los obispos estaba originalmente en North Bay, pero luego se trasladó a Gran Sudbury.

## Estadísticas
De acuerdo al Anuario Pontificio 2021 la diócesis tenía a fines de 2020 un total de 130 230 fieles bautizados.
| Año                                                                             | Población            | Población | Población      | Sacerdotes | Sacerdotes    | Sacerdotes    | Bautizados por sacerdote | Diáconos permanentes | Religiosos | Religiosos | Parroquias |
| Año                                                                             | Bautizados católicos | Total     | % de católicos | Total      | Clero secular | Clero regular | Bautizados por sacerdote | Diáconos permanentes | Varones    | Mujeres    | Parroquias |
| ------------------------------------------------------------------------------- | -------------------- | --------- | -------------- | ---------- | ------------- | ------------- | ------------------------ | -------------------- | ---------- | ---------- | ---------- |
| 1950                                                                            | 99 098               | 350 000   | 28.3           | 169        | 106           | 63            | 586                      |                      | 79         | 486        | 73         |
| 1966                                                                            | 165 900              | 390 000   | 42.5           | 256        | 145           | 111           | 648                      |                      | 108        | 570        | 98         |
| 1970                                                                            | 160 000              | 342 000   | 46.8           | 240        | 133           | 107           | 666                      |                      | 113        | 560        | 107        |
| 1976                                                                            | 165 000              | 400 000   | 41.3           | 229        | 126           | 103           | 720                      | 2                    | 121        | 460        | 94         |
| 1980                                                                            | 172 400              | 431 000   | 40.0           | 202        | 117           | 85            | 853                      | 31                   | 101        | 450        | 99         |
| 1990                                                                            | 224 469              | 443 000   | 50.7           | 152        | 102           | 50            | 1476                     | 107                  | 62         | 340        | 129        |
| 1999                                                                            | 218 850              | 392 315   | 55.8           | 122        | 90            | 32            | 1793                     | 107                  | 34         | 225        | 117        |
| 2000                                                                            | 218 850              | 392 315   | 55.8           | 121        | 90            | 31            | 1808                     | 109                  | 34         | 213        | 114        |
| 2001                                                                            | 218 850              | 392 315   | 55.8           | 117        | 86            | 31            | 1870                     | 109                  | 34         | 213        | 118        |
| 2002                                                                            | 218 850              | 392 315   | 55.8           | 110        | 82            | 28            | 1989                     | 102                  | 31         | 210        | 114        |
| 2003                                                                            | 218 850              | 392 315   | 55.8           | 106        | 82            | 24            | 2064                     | 100                  | 25         | 198        | 113        |
| 2004                                                                            | 206 405              | 373 590   | 55.2           | 109        | 85            | 24            | 1893                     | 102                  | 29         | 196        | 113        |
| 2010                                                                            | 230 000              | 417 000   | 55.2           | 98         | 85            | 13            | 2346                     | 95                   | 15         | 171        | 114        |
| 2014                                                                            | 239 200              | 436 000   | 54.9           | 90         | 80            | 10            | 2657                     | 66                   | 11         | 163        | 93         |
| 2017                                                                            | 247 680              | 451 230   | 54.9           | 89         | 72            | 17            | 2782                     | 62                   | 18         | 147        | 94         |
| 2020                                                                            | 130 230              | 402 959   | 32.3           | 91         | 72            | 19            | 1431                     | 26                   | 19         | 109        | 91         |
| Fuente: Catholic-Hierarchy, que a su vez toma los datos del Anuario Pontificio. |                      |           |                |            |               |               |                          |                      |            |            |            |

## Episcopologio
- David Joseph Scollard † (20 de septiembre de 1904-7 de septiembre de 1934 falleció)
- Ralph Hubert Dignan † (22 de diciembre de 1934-22 de noviembre de 1958 falleció)
- Alexander Carter † (22 de noviembre de 1958 por sucesión-3 de mayo de 1985 renunció)
- Marcel André Joseph Gervais (3 de mayo de 1985-13 de mayo de 1989 nombrado arzobispo coadjutor de Ottawa)
- Jean-Louis Plouffe (2 de diciembre de 1989-12 de noviembre de 2015 retirado)
- Marcel Damphousse (12 de noviembre de 2015-6 de mayo de 2020 nombrado arzobispo coadjutor de Ottawa-Cornwall)
- Thomas Dowd, desde el 22 de octubre de 2020